# Додо (футболист)
Жозе Родолфо Пиреш Рибейро (на португалски език - José Rodolfo Pires Ribeiro), познат като Додо (на португалски език - Dodô) е бразилски футболист, защитник.

## Кариера
Юноша на Коринтианс. През май 2009 г. е свързван с трансфер в Манчестър Юнайтед, но не се осъществява. През декември 2010 г. е даден под наем на Байя.
На 2 юли 2012 г. е привлечен в италианския Рома.